# 夔
夔，是中國傳說中的神獸。

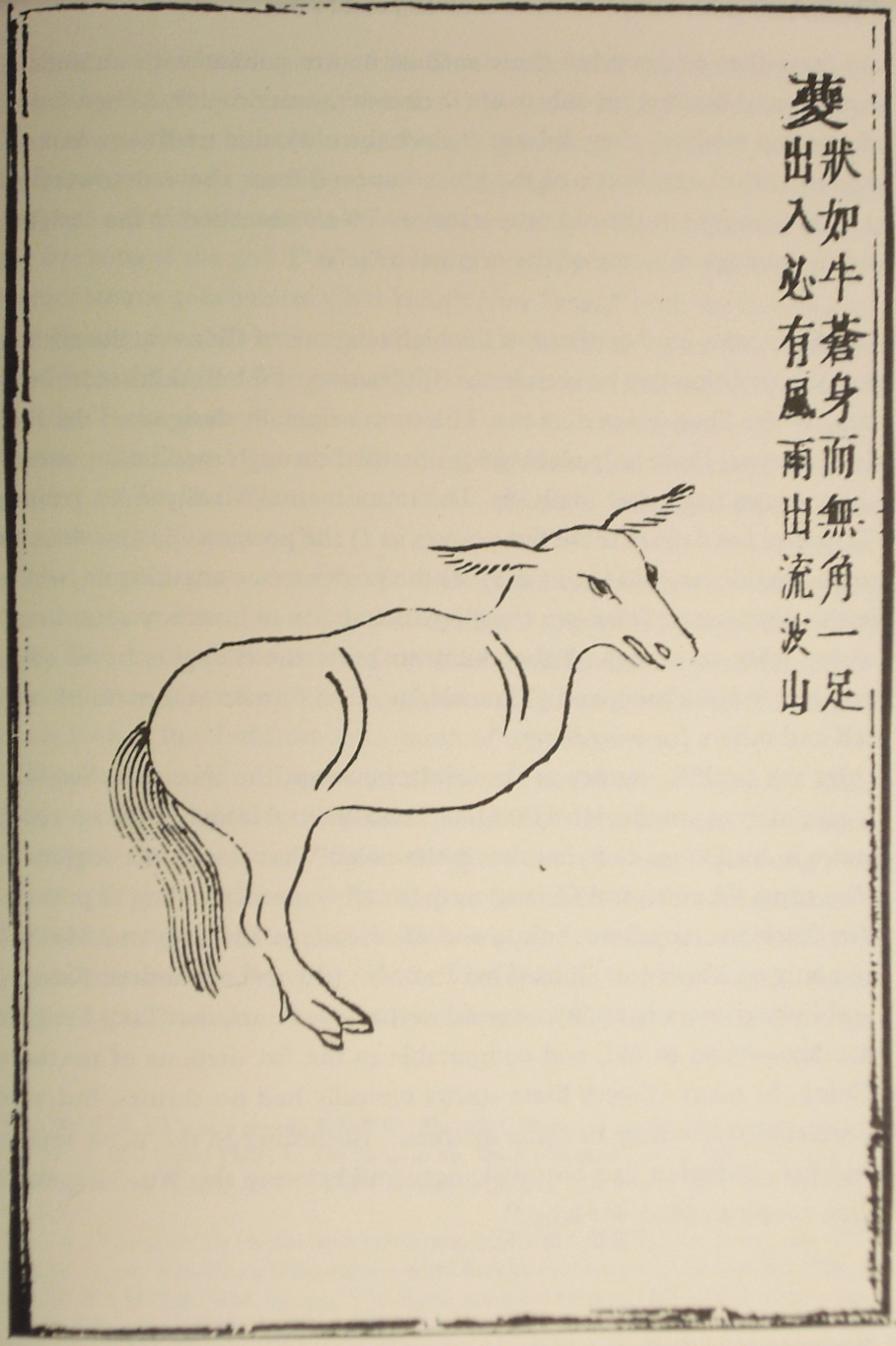
（清）吳任臣《山海經廣注》中繪製的山海經中的夔

商朝及西周時期傳說中一種近似龍的動物，形象多為無角、一足、口張開、尾上卷，在鐘鼎彝器等青銅器上經常會釋有夔紋。外形像夔聲音如雷，僅有一足。據說黃帝依照九天玄女的指示將夔殺死，以其皮製成戰鼓。

## 傳說動物的夔
國語‧魯語‧韋昭注：「木石謂山也。或云夔，一足，越人謂之山繅也。或言獨足魍魎，山精，好學人聲而迷惑人也。」索隱夔音逵。閬音兩。家語作『魍魎』。
有子，名「㸸」，《廣韻．上聲．厚韻》：「㸸，夔牛子也。」

### 《山海經》中的夔
《山海經·大荒東經》：東海中有流波山，入海七千里，其上有獸，壯如牛，蒼身而無角，一足。出入水則必風雨，其光如日月，其聲如雷，其名為夔，黃帝得之，以其皮為鼓，橛以雷獸之骨，聲聞五百里，以威天下。」
《山海經·中次九經》：「又東北三百里，曰岷山，江水出焉，東北流注于海，其中多良龜，多鼉。其上多金玉，其下多白珀，其木多梅棠，其獸多犀象，多夔牛，其鳥多翰鷩。」
郭璞云：「今蜀山中有大牛，重數千斤，名為夔牛，即爾雅所謂魏。」（珂案：郭注魏，今本爾雅作犩。）

### 《席上腐谈》的夔
宋俞琰《席上腐谈》卷上里，描写夔是一种鬼物。